# سقوط غوندولين
سقوط غوندولين، في كتابات جون رونالد تولكين، واحدة من القصص في كتاب الحكايات المفقودة التي شكلت أساسًا لقسم من عمله اللاحق، سيلماريليون. نُشرت نسخة مستقلة بحجم كتاب من القصة في 30 أغسطس 2018. سقوط غوندولين واحدة من ثلاث قصص من العصر الأول للأرض الوسطى، نُشرت في كتاب مستقل، الكتابان الآخران هما بيرين ولوثيين وأطفال هورن.

## القصة
كانت غوندولين مدينة سرية رائعة للجان في العصر الأول للأرض الوسطى. تروي سقوط غوندولين تأسيس المدينة، من وصول أمير الرجال تور، إلى ابن شقيقة الملك ميغلين الذي أفشى سر المدينة إلى مورغوث، وتدميرها الكارثي اللاحق من قبل جيوش مورغوث. تروي أيضًا هروب الفارين إلى ملاجئ سيريون، وعرس تور وإيدرل، وكذلك الطفولة في أريندل.

## غوندولين
تأسست غوندولين بإلهام إلهي. كانت مخبأة في الجبال وصمدت عدة قرون قبل تعرضها للخيانة والدمار. كانت أقوى وطن للجان في أراضي هيذر. اشتهرت المدينة بجدرانها، ولها أوجه تشابه محتملة مع طروادة.
أسس الملك تورغون غوندولين في العصر الأول. كان اسمها في الأصل «أوندليند». وفقًا لسيلماريليون، يكشف إله المياه فالا أولمو عن موقع وادي توملادن لتورغون في الحلم. تحت هذا التوجيه الإلهي، سافر تورغون من مملكته في نيفرست ووجد الوادي. داخل إيكوريا المطوقة بالجبال، يتوضع سهل مستوي مستدير مع جدران شفافة من جميع الجوانب، ووادٍ ونفق مؤدٍ إلى الجنوب الغربي معروف باسم الممر الخفي. هناك في منتصف الوادي تل شديد الانحدار يسمى آمون غوارث، «واتش هيل». قرر تورغون تأسيس مدينة هناك، صُممت بعد مدينة تيريون في فالينور التي غادرها نولدور.
بنى تورغون وشعبه غوندولين سرًا. بعد أن أنجِزت، اصطحب معه إلى المدينة الخفية شعبه بالكامل في نيفرست -ما يقارب ثلث منزل نولدور من فينغلفن- بالإضافة إلى نحو ثلاثة أرباع سندار الشماليين.

### بوابات المدينة السبعة
حُميَ الممر الخفي بسبعة بوابات تخضع كلها لحراسة مستمرة، الأول من الخشب، ثم الحجر والبرونز، والحديد، والفضة، والذهب، والصلب، ربما بناءً على وصف هيرودوت لمدينة إكباتان عاصمة الميديين. رددت البوابات السبع لميناس تيريث فكرة الدفاع المتدرج على التل.

### سقوط المدينة
صمدت المدينة نحو 400 عام حتى أفشى ميغلين ابن أخت تورغون سرها إلى مورغوث. أُسِر ميغلين في أثناء تعدينه خارج الجبال المطوقة (ضد أوامر تورغون). أفشى ميغلين موقع غوندولين بعد أن وعِد بالسيادة وبابنة تورغون إيدرل. ثم أرسل مورغوث جيشًا على كريسيغريم، جزء من أقصى الشمال الوعر والخطير من الجبال المطوقة، أثناء بوابات الصيف (مهرجان غوندولين الكبير)، وأسرِهم على حين غرّة ونهب المدينة بسهولة نسبية. بالإضافة إلى الأورك والبالورغ والتنانين، ضم جيش ميلكور (مورغوث)، في النسخ الأولى من القصة، آلات حديدية (دبابات) تستمد طاقتها من «النار الداخلية» وتستخدم ناقلات للأفراد، للتغلب على العقبات الجغرافية الصعبة ولهزيمة التحصينات.
يشبه سقوط غوندولين سقوط طروادة إلى حد بعيد.